# Eudes Clément
Pour les articles homonymes, voir Clément.
Eudes Clément († 1247), est abbé de Saint-Denis (1228–1245) puis archevêque de Rouen.

## Biographie

### Sa famille
Eudes serait le fils d'Henri Ier Clément, seigneur du Mez et d'Argentan (1170–1214), maréchal de France en 1191 et de la fille du seigneur de Nemours et d'Aveline de Melun. Son oncle est doyen de la cathédrale de Paris. Son frère est Jean III Clément est maréchal de France. Il a un fils, Henri Clément, chanoine de Chartres.

### Sa carrière
Prieur, il est élu abbé de Saint-Denis en 1228. En 1231, avec le soutien de Louis IX et de Blanche de Castille, il poursuit les travaux de reconstruction de la basilique entrepris par Suger en 1140. Il conserve le massif occidental, le déambulatoire et les chapelles rayonnantes de Suger, le chœur et le transept sont modifiés. Il y fonde la confrérie de Saint-Denis pour commémorer les personnages princiers lors de la liturgie. Il est également à l'origine des monuments sculptés en l'honneur des rois et reines défunts. Il réalise un tombeau particulier pour Dagobert, reconnu comme le fondateur de l'abbaye. En 1233, le saint clou, une relique d'un des clous qui aurait servi à crucifier le Christ, perdu durant l'année est retrouvé. Il abdique de son siège en 1245.
Estimé du roi Louis IX, il en fait son conseiller et le parrain de son fils aîné Louis (24 février 1244-1260).
Il devient en 1245 archevêque de Rouen, sur nomination du pape Innocent IV, en remplacement du cardinal d'Albano Pierre de Colmieu. Il accueille dès le début de son épiscopat les Jacobins dans l'enceinte de la ville. À cet effet, il rachète le terrain qu'occupaient les Filles-Dieu, pour qu'ils y construisent leur église et y établissent leur cimetière. Il meurt le 5 mai 1247 au manoir des archevêques de Déville. Il est inhumé le lendemain dans la chapelle Notre-Dame de la Cathédrale Notre-Dame de Rouen.

## Héraldique
Ses armes sont : de gueules à une fasce d'or, accompagné de trois têtes de léopard lampassées de gueules.